# Nikolaj Ivanovič Ežov
Nikolaj Ivanovič Ežov (in russo Никола́й Ива́нович Ежо́в?; San Pietroburgo, 1º maggio 1895 – Mosca, 4 febbraio 1940) è stato un politico e militare sovietico, capo dell'NKVD (il Ministero dell'Interno sovietico) dal 1936 al 1938 durante le Grandi purghe. Dopo la sua morte, il periodo in cui esercitò il potere venne identificato con l'espressione "Ežovščina" (Ежовщина) ("Era di Ežov").

## Biografia
Completò soltanto gli studi elementari. Dal 1909 al 1915 lavorò come assistente di un sarto ed operaio in una fabbrica. Dal 1915 al 1917 servì nell'esercito russo zarista. Si unì ai bolscevichi il 5 maggio 1917 a Vicebsk, alcuni mesi prima della Rivoluzione d'ottobre. Durante la guerra civile russa (1919-1921) combatté nell'Armata Rossa. Dal febbraio 1922 entrò in politica, principalmente come segretario di vari comitati regionali del Partito Comunista dell'Unione Sovietica.
Nel 1927 fu trasferito al reparto di distribuzione e di contabilità del partito comunista in cui lavorò come istruttore e vice-capo del reparto. Dal 1929 al 1930 fu delegato del Commissariato del popolo per l'agricoltura. Nel mese di novembre del 1930 fu nominato capo di numerosi reparti del partito: del reparto degli affari speciali, del personale e quello dell'industria. Nel 1934 fu nominato membro del Comitato centrale del Partito comunista sovietico; nell'anno successivo divenne segretario del Comitato centrale. Dal febbraio 1935 al marzo 1939 fu, inoltre, presidente della Commissione centrale per controllo del partito.
Ežov è stato identificato come fedele alleato e complice di Stalin; a prova di questo, nel 1935, scrisse che "l'opposizione politica si trasforma presto in violenza e terrorismo"; tale dichiarazione si trasformò nella base ideologica dell'eliminazione degli oppositori politici durante le Grandi purghe. Ežov divenne capo del Commissariato del popolo per gli affari interni (ovvero capo del NKVD) e membro del Comitato Esecutivo Centrale del Praesidium il 26 settembre 1936, dopo la deposizione di Genrich Grigor'evič Jagoda.
Sotto Ežov, le eliminazioni degli oppositori politici raggiunsero il culmine, con l'arresto di circa metà dei membri delle istituzioni politiche sovietiche, la cacciata dall'esercito di 35 000 ufficiali su 80 000 e la fucilazione di 681 692 persone (dal maggio 1937 al settembre 1938; fino al 1939 i fucilati saranno 684 244) accusati di sabotaggio, di reati politici o di essere "nemici del popolo". Anche se l'8 aprile 1938 ottenne la nomina a capo del Commissariato del Popolo per i Trasporti via d'acqua, gli altri membri del partito ebbero sempre più influenza di lui, e il suo potere diminuì sempre di più.
Il 22 agosto 1938, Lavrentij Berija divenne delegato di Ežov e assunse la direzione e il controllo del Commissariato. Dopo che Stalin e Vjačeslav Molotov nella loro lettera dell'11 novembre 1938 criticarono pesantemente i sistemi e i metodi del NKVD, Ežov chiese di essere deposto dalla carica di capo del Commissariato del popolo per gli affari interni e fu quindi sostituito con Berija il 25 novembre (del 1938). Il 3 marzo 1939 Ežov fu sollevato da tutti gli incarichi nel Comitato Centrale del Partito comunista dell'Unione Sovietica.
Il 10 aprile 1939 venne arrestato e processato per spionaggio, tradimento e per aver partecipato ad un complotto per uccidere Stalin. Riconosciuto colpevole di tutti i capi d'accusa fu, con ogni probabilità, fucilato il 4 febbraio 1940. Ežov non è stato mai riabilitato a causa del suo importante ruolo durante le Grandi purghe degli anni trenta. Dopo la sua morte fu oggetto della damnatio memoriae riservata ad altre vittime delle purghe, in particolare la sua immagine fu persino rimossa dalle foto d'archivio.

### A capo dell'NKVD

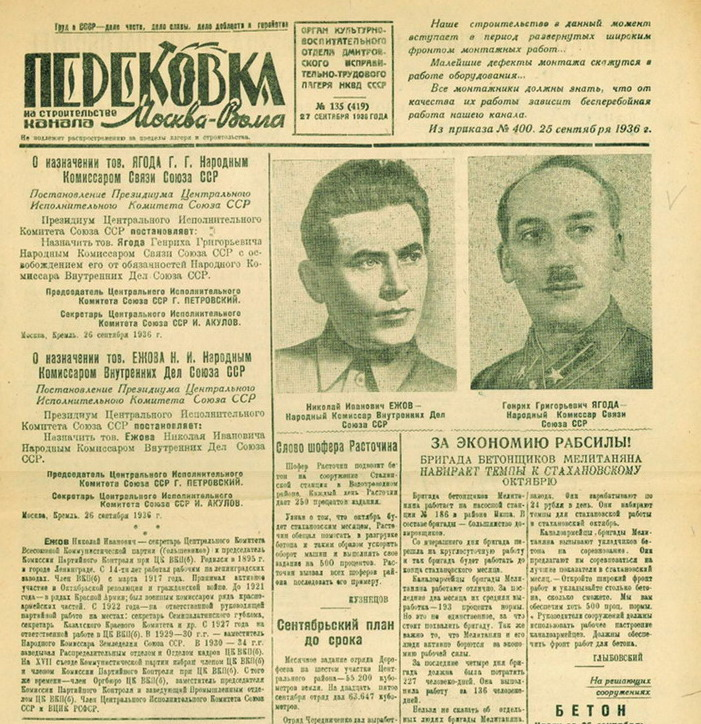
Prima pagina di un giornale sovietico dell'epoca che reca la notizia dell'avvicendamento tra Ežov e Jagoda alla direzione dell'NKVD

Il punto di svolta nella vita e carriera di Ežov (che portò alla sua nomina a capo dell'NKVD) fu la reazione di Stalin all'omicidio del dirigente bolscevico di Leningrado, Sergej Mironovič Kirov. Stalin utilizzò l'assassinio di Kirov come pretesto per ulteriori purghe all'interno del partito; e scelse Ežov per questo incarico. Egli supervisionò la fabbricazione di false prove d'accusa (che li coinvolgevano nell'uccisione di Kirov) nei confronti di importanti leader dell'opposizione quali Kamenev, Zinov'ev, e loro sostenitori. Il successo di Ežov nell'operazione lo condusse ad un'ulteriore promozione.
Egli divenne Commissario del Popolo per gli Affari Interni e membro della Commissione Centrale del Partito il 26 settembre 1936, a seguito della destituzione ed arresto di Genrich Grigor'evič Jagoda. Jagoda era divenuto un bersaglio in quanto si era dimostrato troppo lento nell'eliminare i vecchi bolscevichi nelle purghe decise da Stalin. La distruzione dei bolscevichi della prima ora (come anche quella dello stesso Jagoda) non era un problema per Ežov. Come devoto stalinista, Ežov fu proprio l'uomo che serviva a Stalin per intensificare il terrore e rimuovere dal governo ogni potenziale oppositore. Il primo ordine dato ad Ežov da Stalin fu quello di investigare personalmente su Jagoda, cosa che egli fece con grande zelo. Su ordine di Stalin, egli creò un impianto accusatorio che marchiò Jagoda come spia dei tedeschi e di voler assassinare Stalin per restaurare il capitalismo in Russia. Alcune fonti indicano che Ežov arrivò a torturare personalmente Jagoda e il maresciallo Tuchačevskij per estorcerne le confessioni.

Jagoda fu solo una delle prime vittime di Ežov. Sotto di lui, il cosiddetto periodo delle Grandi purghe raggiunse il'apice durante il 1937–1938. Il 50–75% dei membri del Soviet Supremo e gran parte degli ufficiali dell'esercito sovietico furono arrestati ed imprigionati, esiliati in campi di prigionia in Siberia o giustiziati. In aggiunta, un grande numero di privati cittadini furono accusati di crimini contro il socialismo o di tradimento e cospirazione nei confronti dell'Unione Sovietica. Anche all'interno delle stesse forze di sicurezza vi furono epurazioni; sia NKVD che GRU ebbero molti dirigenti arrestati e giustiziati per tradimento. Ežov arrivò ad ammettere che qualche innocente era rimasto vittima di false accuse nel corso delle purghe, ma giustificò il tutto con il fine supremo dell'operazione: 
 Tra il 1937 e il 1938 almeno 1,3 milioni di persone furono arrestate e 681 692 di esse furono fucilate per "crimini contro lo Stato". La popolazione dei Gulag sotto Ežov crebbe fino a 685.201 prigionieri, triplicandosi quasi in due anni, e almeno 140 000 morirono di malnutrizione, maltrattamenti o malattie all'interno dei campi o durante il tragitto.

### Ascesa e caduta
Il 6 aprile 1938 Ežov fu nominato Commissario del Popolo per i Trasporti via d'acqua. Sebbene mantenesse anche le altre cariche, il suo ruolo di "grande inquisitore" ed estorsore di confessioni diminuì progressivamente quando Stalin decise di prendere le distanze dagli eccessi peggiori delle Grandi Purghe.
Contrariamente alle aspettative di Stalin, il grande numero di alti ufficiali dell'esercito eliminati nel corso delle purghe, era stato solo parzialmente rimpiazzato da validi sostituti, ed egli si rese conto di aver troppo indebolito i vertici militari proprio ora che la minaccia della Germania nazista si faceva sempre più concreta. Ežov, pur avendo eseguito gli ordini in maniera più che soddisfacente, agli occhi di Stalin aveva conquistato troppo potere per poter essere lasciato in vita.

### Arresto, processo ed esecuzione
Il 22 agosto 1938, Lavrentij Pavlovič Berija venne nominato vice di Ežov. Berija era riuscito a sopravvivere alle Grandi Purghe e alla "Ežovščina" durante gli anni 1936–1938, anche se era stato molto vicino a caderne vittima. Pochi mesi prima infatti, Ežov ne aveva ordinato l'arresto, ma era stato avvertito e si era immediatamente recato a Mosca per parlare personalmente con Stalin, riuscendo a convincerlo della sua innocenza. Qualche tempo dopo fu Ežov a finire vittima di una lotta per il potere, e Berija divenne il nuovo capo dell'NKVD.
Nei mesi successivi, Berija (con l'approvazione di Stalin) iniziò ad incrementare il suo potere nei confronti di Ežov. L'8 settembre, Michail Frinovskij, vice di Ežov, fu rimosso dall'incarico. Il 14 novembre, un altro dei collaboratori più stretti di Ežov, Alexander Ivanovič Uspenskij, scomparve dopo essere stato avvertito da Ežov di essere sotto sorveglianza. Stalin sospettò che Ežov fosse coinvolto nella scomparsa dell'uomo, e disse a Berija, non ad Ežov, che Uspenskij doveva essere assolutamente catturato (fu arrestato il 14 aprile 1939). Il 18 settembre Ežov chiese il divorzio alla moglie, che si suicidò con sonniferi il giorno dopo.
Dietro sua richiesta, Ežov fu ufficialmente sollevato dall'incarico di Commissario del Popolo per gli Affari Interni il 25 novembre, e gli succedette Berija. Presenziò alla sua ultima riunione del Politburo il 29 gennaio 1939.
Stalin ordinò a Berija di denunciare Ežov nel corso dell'annuale Praesidium del Soviet Supremo. Il 3 marzo 1939, Ežov fu sollevato da tutti gli incarichi, e il 10 aprile fu arrestato e rinchiuso nella prigione "Suchanovka".
Sotto tortura, crollò in fretta confessando vari crimini contro lo Stato e dichiarando di essere un "nemico del popolo". Oltre ai reati politici, fu anche accusato di promiscuità sessuale, anche omosessuale, e di sadismo.
Il 2 febbraio 1940, Ežov fu processato a porte chiuse da un tribunale militare. Come il suo predecessore Jagoda, anche Ežov si dichiarò sempre fedele a Stalin, negando di essere una spia, un terrorista, o un cospiratore, dichiarando di preferire la "morte alle menzogne". Disse che le confessioni gli erano state estorte con la tortura, ammise di aver fatto uccidere 14.000 dei suoi compagni della Čeka, ma motivò il fatto con l'essere sempre stato circondato da nemici del popolo.
Condannato a morte, fu fucilato il 4 febbraio 1940, immediatamente cremato e le ceneri disperse in una fossa comune nel cimitero Donskoj a Mosca. A lui furono imputati tutti gli eccessi del "Grande Terrore" e sul suo nome calò una sorta di damnatio memoriae che lo fece cancellare da tutte le foto ufficiali che lo ritraevano insieme a Stalin.

## Onorificenze
Il 24 gennaio 1941 un decreto ufficiale emanato dal Consiglio del Soviet Supremo privò Ežov delle onorificenze ricevute.